# Vila Propício
Vila Propício é um município brasileiro do interior do estado de Goiás. Sua população, de acordo com o Censo 2022 do Instituto Brasileiro de Geografia e Estatística (IBGE), era de 5 815 habitantes. Foi elevado à condição de município em 27 de dezembro de 1995, desmembrando-se de Pirenópolis.

## Origem do nome
O nome do município faz referência não ao seu fundador, Luiz Caiado de Godoy, mas ao sogro deste, Joaquim Propício de Pina, que era músico e foi intendente municipal em Pirenópolis.[carece de fontes?]

## Comunicação
Vila Propício teve seu primeiro jornal, Correio Propiciano, fundado em 2003 por Jaldene Nunes e Claudene Nunes. O impresso tinha circulação mensal e foi extinto apenas um ano depois.
Hoje os jornais de maior circulação no município são Opinião e A Folha do Vale.

## Espeleologia
A cidade é conhecida por ter o segundo maior complexo espeleológico do Centro-Oeste. São cerca de 50 cavernas e grutas que atraem turistas do Brasil e do mundo.
As cavernas mais conhecidas são:
- Caverna Tubarão;
- Caverna Lapa do Boqueirão;
- Caverna da Samambaia;
- Caverna Chico Pina;
- Caverna Cearense;
- Caverna Dois Irmãos;
- Caverna Três Marias.

## Turismo ecológico
Vila Propicio valoriza o turismo ecológico, e o município é uma das regiões mais procuradas por turistas da América do Sul, Norte e Europa.
O Ecoturismo é o grande atrativo dos roteiros no município. O visitante tem a oportunidade de conhecer, aprender e valorizar a importância da floresta tropical e os habitantes que nela vivem, os principais responsáveis pela sua conservação. O turismo ecológico no município faz parte dos roteiros oferecidos pelas agências nos programas de barco e carro, pernoites em hotéis e passeios pela floresta.
A interação do homem com a natureza e a valorização cerrado é um dos ensinamentos do ecoturismo local. Os programas são feitos em horas ou dias. Os melhores levam mais tempo pela própria característica da região onde as distâncias são vencidas pelo desempenho de cada grupo.
Os programas são realizados com o acompanhamento de guias especializados, com curso ministrado por entidades ecológicas.
Os rios que cortam o Município são atrativos para os praticantes de Boia Cross:
- Rio Verde;
- Rio dos Patos;
- Rio Maranhão.

Possui também lagos de água cristalina:
- Lago do Virgílio;
- Lago Azul.

## Economia
A economia do município é baseada na agropecuária, agricultura (soja, cana-de-açúcar, sorgo, extração de látex de seringueiras) e serviços em geral.
Possui três mineradoras:
- Companhia de Mineração Pirecal;
- Jofege Mineração Ltda;
- Mineradora Q-Liga.

## Quadro de Prefeitos
- Teodoro de Araújo Aragão Filho (PSD): Gestão 1997 a 2000;
- Tasso José Jayme (PFL): Gestão 2001 a 2004;
- Teodoro de Araújo Aragão filho (PMDB): Gestão 2005 a 2008;
- Teodoro de Araújo Aragão Filho (PMDB): Gestão 2009 a 2012;
- Waldilei José de Lemos (DEM): Gestão 2013 a 2016;
- Cirlei Araújo Rodrigues (PDT): 2017 a 2020;
- Waldilei José de Lemos (DEM): Gestão 2021 a 2024.